# Nowickia heifu
Nowickia heifu är en tvåvingeart som beskrevs av Chao och Shi 1982. Nowickia heifu ingår i släktet Nowickia och familjen parasitflugor. Inga underarter finns listade i Catalogue of Life.